# Pointe des Espagnols
Ne doit pas être confondu avec Pointe Espagnole.
La pointe des Espagnols constitue l'extrémité nord-est de la presqu'île de Roscanvel, branche nord de la presqu'île de Crozon fermant la rade de Brest. Elle marque également l'extrémité sud-est du goulet de Brest (les autres extrémités étant marquées par la pointe des Capucins, la pointe du Petit Minou et la pointe du Portzic).

## Paysage et environnement
Constituée d'une falaise de plus de 60 mètres de hauteur, au sommet et en bas de laquelle subsistent les vestiges de fortifications militaires et de bâtiments d'hébergement de troupes, la pointe se prolonge vers le nord-est par le rocher de la Cormorandière, marqué d'une perche. L'étroit chenal situé entre la pointe et le rocher est le siège des plus forts courants agitant la rade.
Cette position stratégique, face à Brest fut déjà remarqué du temps des ducs de Bretagne, qui y implantèrent un fortin dès 1387 (aujourd'hui disparu). En 1594, les Espagnols y débarquèrent et n'en furent délogés qu'après d'âpres combats. C'est de cette période que la pointe tira son nom.

## Bataille de 1594, souvent appeléeSiège de Crozon
Durant la guerre de religion, le duc de Mercœur s'oppose à Henri IV. Philippe II d'Espagne, qui soutient et finance la Ligue, lui envoie des troupes en Bretagne. Les ligueurs veulent prendre Brest, mais le siège n'est pas concluant car la ville est ravitaillée par la mer. Il est donc décidé d'occuper la partie sud du goulet de Brest, sur la presqu'île de Roscanvel afin de devenir maître du goulet et d'empêcher les vaisseaux d'y passer. Ainsi, début mars 1594, à la tête de ses 400 hommes, le capitaine espagnol Thomas Praxède fait ériger un fort triangulaire sur la pointe qui porte aujourd'hui le nom de Pointe des Espagnols.
Le 15 octobre 1594, le maréchal d'Aumont à la tête d'une armée de 3000 Français et 2000 Anglais arrive dans l'intention de les déloger. Bien que son armée soit numériquement supérieure, c'est seulement un mois plus tard, le 18 novembre 1594, qu'il vient à bout du fort espagnol et de ses défenseurs. Il ne reste que 13 survivants du côté espagnol. Français et Anglais perdent plus de 3 000 hommes durant le mois de combats, dont le marin anglais Martin Frobisher qui s'était distingué lors des attaques en Manche contre l'Invincible Armada en 1588 ; blessé mortellement, il meurt quelques jours plus tard à Plymouth
Aux côtés de Frobisher se trouvait Samuel de Champlain, le fondateur de la ville de Québec en 1608. Source : "Le rêve de Champlain" (2008), une biographie de l'historien américain David Hackett Fisher. Ceci laisse à penser que Champlain était bien huguenot. 
L'idée de bloquer le goulet pour attaquer Brest sera reprise ultérieurement par les Anglais lors de la bataille de Camaret en 1694, donc un siècle plus tard.

## Ouvrages militaires
Les ouvrages connus sont :
- Fortin des ducs de Bretagne (1387) - Disparu
- Fortin des Espagnols (1594) - Disparu
- Batterie basse (1695) - construit sur plan de Vauban, il s'agit d'une plate-forme réalisée à la mine au pied de la falaise
- Fort (1749) -
- Tour modèle no 1 (1812) - voir tour-modèle type 1811. Le couronnement a été détruit par les Allemands.
- Batterie de rupture sous roc (1888) - les embrasures ont été coiffées par des blockhaus en 1942
- Batterie extérieure (1890 - 1891)
- Magasins, soutes et batterie intérieure (1890)
- Batterie de DCA (1942)

## Galerie

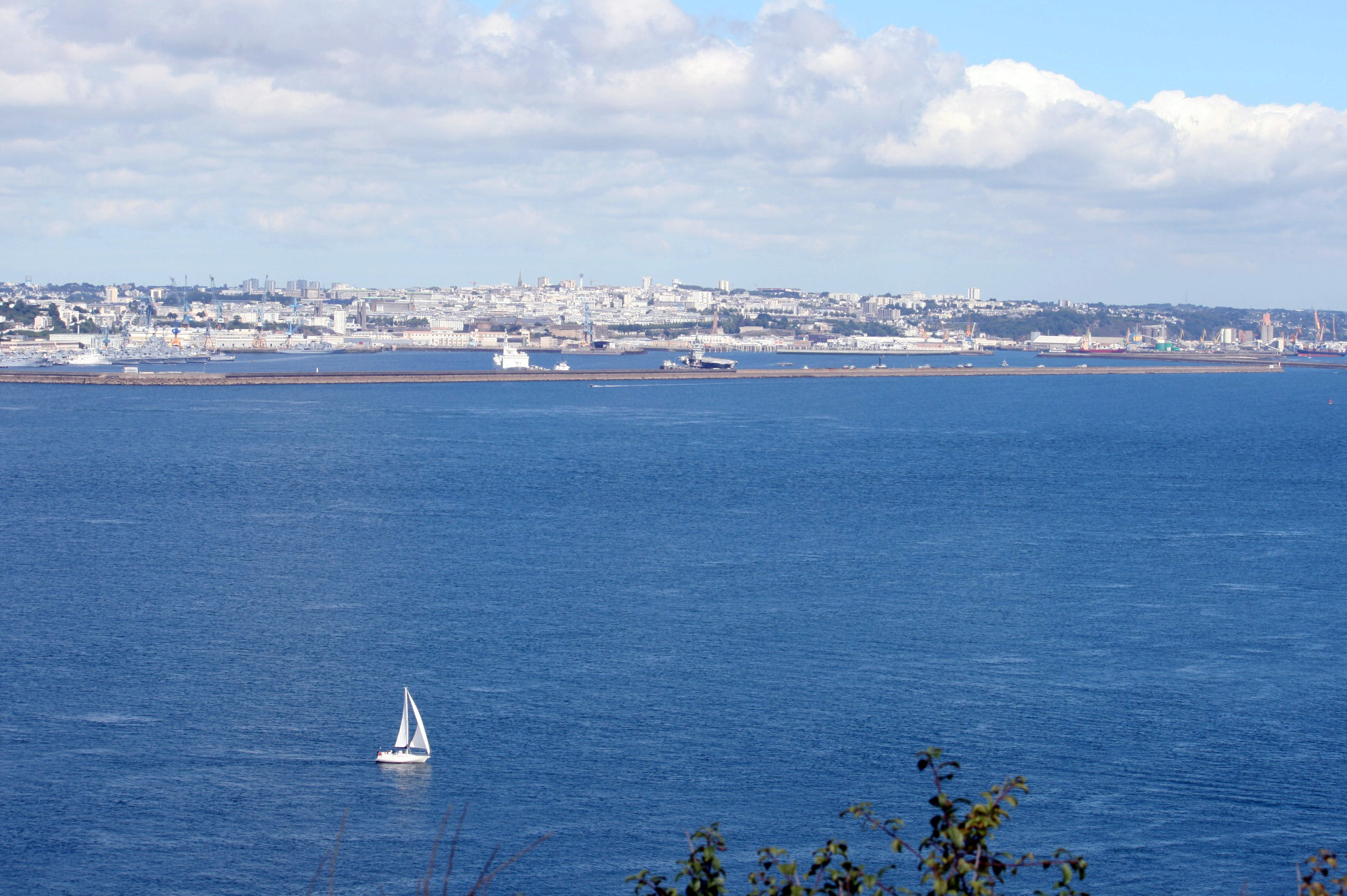
Brest vue de la pointe des Espagnols
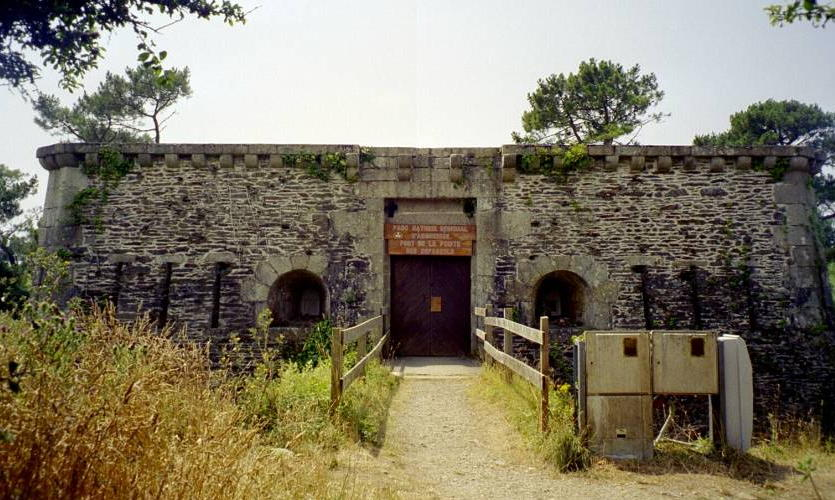
Tour-modèle type 1811 à la pointe des Espagnols